# آرون (ماین)
آرون (به فرانسوی: Aron) یک کمون در فرانسه است که در canton of Mayenne-Est واقع شده‌است. آرون ۳۲٫۸۵ کیلومتر مربع مساحت دارد ۱۳۷ متر بالاتر از سطح دریا واقع شده‌است.